# Amygdaléa (Achaïe)
Amygdaléa (grec moderne : Αμυγδαλέα) est une localité située dans le dème de Kalávryta, dans le district régional d'Achaïe, dans la périphérie de Grèce-Occidentale, en Grèce.
Selon le recensement de 2021, elle compte 38 habitants.